# Изненади ме/Лако си ме преболео
Изненади ме/Лако си ме преболео је девети студијски албум певачице Снежане Ђуришић и други који је објављен 1986. године (први је био албум Кад би још једном покушали, објављен јануара исте године). Објављен је 26. новембра у издању ПГП-РТБ као ЛП и касета. Штампан је у златном тиражу. 

## Песме на албуму
| Бр. | Песма                       | Музика             | Текст                | Аранжман           |
| --- | --------------------------- | ------------------ | -------------------- | ------------------ |
| 1.  | Изненади ме                 | Миша Мијатовић     | Радмила Тодоровић    | Миша Мијатовић     |
| 2.  | Ове ноћи неће моћи          | Миша Мијатовић     | Радмила Тодоровић    | Миша Мијатовић     |
| 3.  | Где да крене жена остављена | Драган Александрић | Мирјана Илић         | Драган Александрић |
| 4.  | Помоли се за моју срећу     | Новица Урошевић    | Новица Урошевић      | Миша Мијатовић     |
| 5.  | Моје пролеће касни          | Раде Вучковић      | Раде Вучковић        | Миша Мијатовић     |
| 6.  | Лако си ме преболео         | Драган Александрић | Радмила Мудринић     | Драган Александрић |
| 7.  | Сад је најлепше             | Миша Мијатовић     | Томиславка Тодоровић | Миша Мијатовић     |
| 8.  | Има нека тајна веза         | Новица Урошевић    | Новица Урошевић      | Миша Мијатовић     |
| 9.  | Постељо бела, постељо       | Миша Мијатовић     | Томиславка Тодоровић | Миша Мијатовић     |
| 10. | А могли смо срећни бити     | Радослав Граић     | Радослав Граић       | Миша Мијатовић     |

## Информације о албуму
- Продуцент: Миша Мијатовић
- Оркестар Мише Мијатовића
- Сниматељи: Драган Вукићевић, Зоран Вукчевић
- Дизајн: Иван Ћулум